# Doubravská hora
Doubravská hora (tyska: Teplitzer Schlossberg) är en kulle i Tjeckien.   Den ligger i regionen Ústí nad Labem, i den nordvästra delen av landet, 70 km nordväst om huvudstaden Prag. Toppen på Doubravská hora är 393 meter över havet.